# Аристон с Кеоса
Аристон из Кеоса (др.-греч. Ἀρίστων ὁ Κέως; fl. ок. 225 г. до н.э.) — древнегреческий философ-перипатетик, родился на острове Кеос. Его не следует путать с философом-стоиком Аристоном Хиосским.
Он ученик перипатетика Ликона, который был последователем Стратона и главой школы перипатетиков с 269 г. до н.э. После смерти Ликона (около 225 г. до н.э.), Аристон, возможно, был следующим главой школы. По свидетельству Цицерона,  Аристон одевался элегантно и имел хороший вкус, но ему не хватало серьёзности и энергии, что стало помехой для приобретения известности его произведениям, которое они заслуживали, причиной пренебрежения к ним и дальнейшей утраты. В философских воззрениях, как ясно из нескольких сохранившихся фрагментов его сочинений, он был близок к своему учителю. Диоген Лаэртский после перечисления работ Аристона Хиосского говорит, что Панетий и Сосикрат  приписывали все его произведения, кроме писем, Аристону с Кеоса. Афиней также приписывал ему авторство Разговоров о любви. Одна из работ Аристона, которая не была указана Диогеном Лаэртским, озаглавлена Ликон в честь учителя. Сохранились две эпиграммы в Палатинской антологии,  автором которых также считают Аристона с Кеоса, хотя этому отсутствуют явные доказательства.